# Veun Sai
Veun Sai es uno de los nueve distritos que forman la provincia camboyana de Ratanak Kirí, con una población estimada en marzo de 2008 de 16 449 habitantes. Está dividido en las siguientes  comunas (khum), que se muestran asimismo con población estimada de 2008:
- Ban Pong 2,271
- Hat Pak 1,353
- Ka Choun 1,917
- Kaoh Pang 747
- Kaoh Peak 2,549
- Kok Lak 1,712
- Pa Kalan 1,267
- Phnum Kok 1,348
- Veun Sai 3,285[1]